# Aisha (pel·lícula)
Aisha és una pel·lícula dramàtica del 2022 escrita i dirigida per Frank Berry. La pel·lícula és protagonitzada per Letitia Wright i Josh O'Connor. S'ha doblat i subtitulat al català.
Aisha es va estrenar al Festival de Cinema de Tribeca l'11 de juny de 2022 i es va estrenar al Regne Unit el 17 de novembre de 2022 a càrrec d'Sky Cinema.